# Языки Албании
Албания — мононациональное государство, подавляющая часть населения которого владеет официальным языком — албанским, в котором выделяется два ведущих диалекта: тоскский (на юге) и гегский (на севере). Благодаря широкому расселению албанской диаспоры в мире албанцы, живущие за пределами Албании, владеют также английским, итальянским, греческим, французским, немецким и многими другими языками. 
Во многих семьях Албании принято разговаривать как минимум на двух языках: среди наиболее распространённых вторых языков выделяются итальянский и греческий (на юге среди греческой общины).

## Албанский язык
| Распределение языков | Распределение языков | Распределение языков | Распределение языков | Распределение языков |
| -------------------- | -------------------- | -------------------- | -------------------- | -------------------- |
| Албанский            |                      |                      | 98.7 %               |                      |
| Греческий            |                      |                      | 0.54 %               |                      |
| Македонский          |                      |                      | 0.16 %               |                      |

Статья 14 Конституции Албании признаёт официальным языком албанский. По переписи населения 2011 года, родным языком албанский указали 2765610 человек, или 98,767% населения страны.

### Диалекты
Литературный албанский язык основан на тоскском диалекте, на котором говорят на юге. На севере говорят на гегском диалекте, распространённом среди косовских албанцев. Граница двух диалектов — река Шкумбини. Несмотря на отличия, эти диалекты, в целом, взаимопонимаемы албанцами. Также распространены другие диалекты албанского языка: чамский (в Чамерии), арберешский (в Италии) и арнаутский (на юге Греции).

## Языки меньшинств, проживающих в Албании

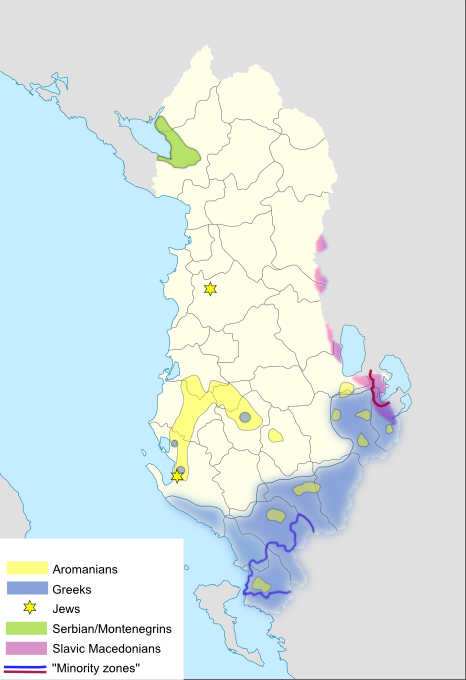
Расселение других народов в Албании

### Греческий

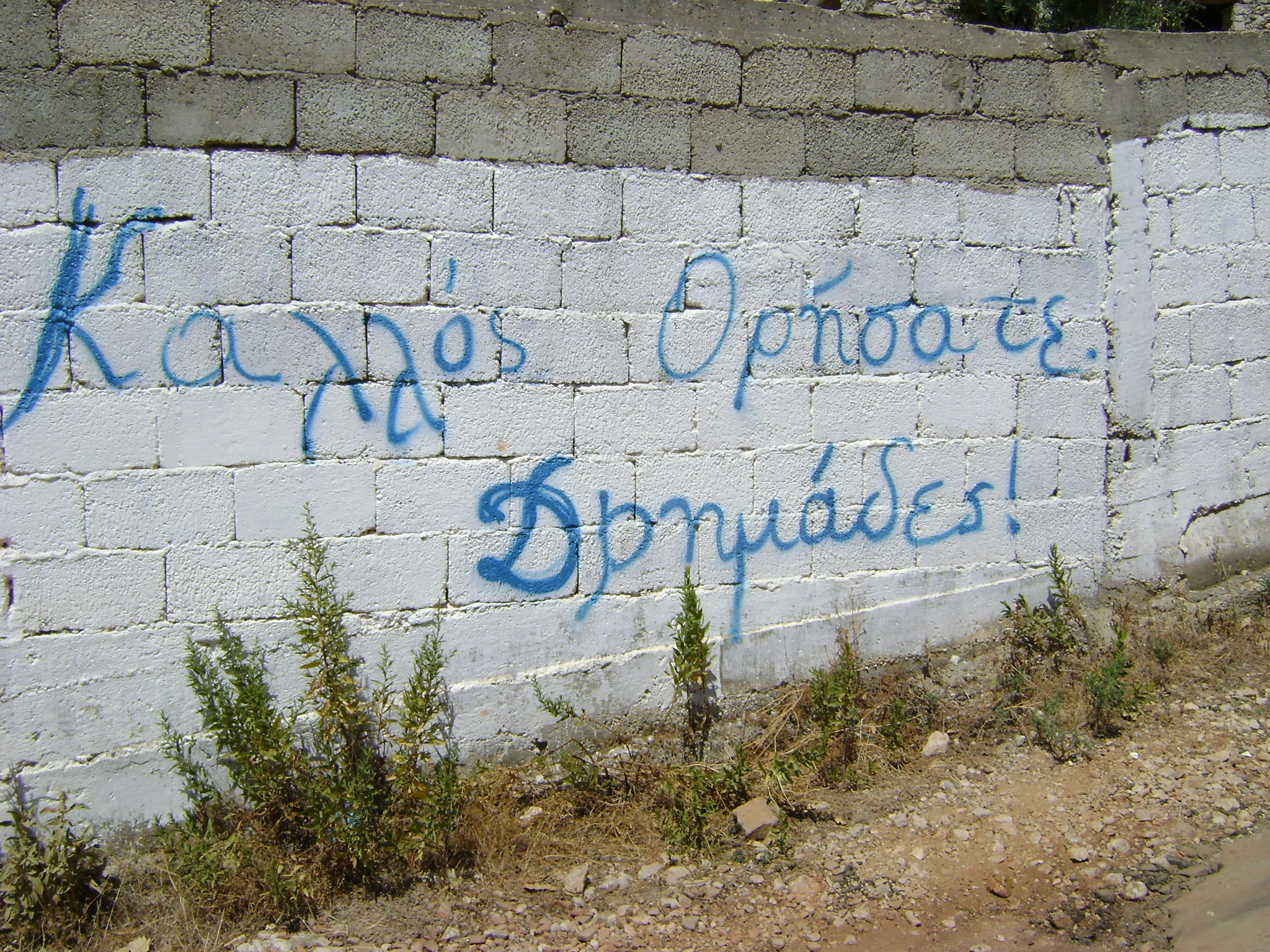
Надпись греческим алфавитом «Добро пожаловать в Дримадес (Kallós orísate Drimádes!)»

Основным, крупнейшим по распространённости языком меньшинств в стране является греческий. Албанские греки говорят на южном диалекте греческого языка, также известном как диалект Северного Эпира. Число носителей греческого в Албании доподлинно неизвестно. В этом диалекте встречаются древние албанские слова, которые ныне не используются ни в новогреческом языке, ни в диалектах Южного Эпира. Несмотря на небольшие расстояния между городами и деревнями, встречаются отличия в речи (в основном, в акценте). Многие албанцы владеют греческим языком, поскольку работали в Греции. Греческий считается официальным во многих муниципалитетах Южной Албании.

### Арумынский
Арумынский язык является родным для 100—200 тыс. арумын, проживающих в Албании. Они проживают в центре и на юге страны и признаны культурным меньшинством по албанскому законодательству. Их также называют «Влахи».

### Македонский
По переписи населения 1989 года, в Албании проживало около 5 тысяч человек, для которых македонский язык был родным. Македонцы ныне проживают на юго-востоке страны в районе озера Преспа и признаны официальным меньшинством в муниципалитете Пустец (область Корча); только там они могут объявлять о своей национальности и языке. По данным представителей македонских организаций, в Албании проживает от 120 до 350 тысяч македонцев. Их политическое представительство — Альянс македонцев за европейскую интеграцию, на выборах 2011 года набравший 2500 голосов

### Цыганский
В Албании проживают около 10 тысяч цыган, которые сохранили свой язык, несмотря на то, что образование на нём почти никто не получает.

### Сербохорватский
Сербохорватский язык, в основном, понимают косовские албанцы и жители Северной Албании, на границе с Сербией и Черногорией. Итальянский язык оказал своё влияние не только на албанский, но и на сербохорватский благодаря телевизионному феномену.

## Иностранные языки

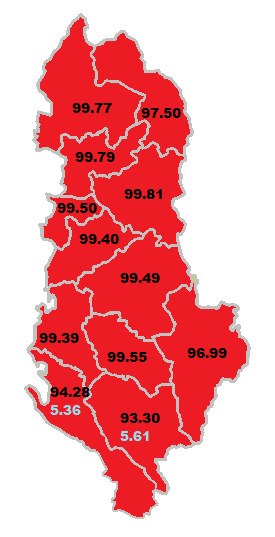
Процент населения Албании, считающего албанский родным языком (на 2011 год)

### Итальянский
Итальянский язык занимает первое место среди наиболее популярных иностранных языков Албании. Когда страна была протекторатом Италии, он имел официальный статус, хотя ещё с 1933 года, по решению короля Зогу, начал преподаваться во всех школах. Значительная часть албанцев владеет итальянским языком не столько благодаря традиционному учебному процессу, сколько благодаря восприятию СМИ на нём (прессы, телевидения, радио). В последние годы существования НСРА албанцы, жившие на побережье Адриатики, получили возможность смотреть итальянское телевидение, хотя некоторые ещё до этого перенастраивали телевизоры вопреки попыткам властей заглушить «вражеские голоса». Вследствие этого многие представители молодёжи и среднего поколения свободно владеют итальянским. В Албании проживают 19 тысяч этнических итальянцев, внесших свой вклад в становление итальянского как первого иностранного в Албании.

### Английский
Английский язык широко распространён среди молодёжи. По популярности он не уступает итальянскому: в 2006 году более 65% албанских детей в той или иной мере свободно говорили по-английски. Преподавание английского началось не без участия Американского комитета Красного Креста, финансировавшего Албанскую профессиональную школу до 1933 года. Правительство хотело сделать английский вторым языком в стране, однако после прихода коммунистов к власти в стране доля изучающих английский снизилась. Мимоза Риста-Дема, профессор лингвистики университета Индианы, пишет в своей книге, что элементы англоязычной культуры и цивилизации предлагались изучающим английский выборочно по идеологическим соображениям.

### Русский
Русский язык начал преподаваться в 1950-е годы в школах и вузах Албании: он был лингва франка в странах ОВД, в который входила и Албания. Преподавание осуществлялось вплоть до советско-албанского раскола в 1961 году, когда Албания вышла из ОВД и фактически разорвала отношения с СССР. Большая часть представителей старшего поколения, изучавших русский язык, почти не используют его в общении с другими лицами. В настоящее время преподавание русского ведётся в Университете Тираны (около 50 студентов ежегодно) и в одной из средних школ Тираны, а также на курсах фонда «Русский Мир».

### Французский
Энвер Ходжа, который находился у власти в Коммунистической Албании, владел французским языком, который выучил в Университете Монпелье. Благодаря его стараниям в Корче и Гирокастре открылись французские лицеи, позволявшие школьникам изучать французский: именно там можно встретить большую часть франкоговорящих жителей. Албания с 1999 года является членом организации Франкофония, по данным которой в стране проживает 300 тысяч человек, в той или иной мере владеющих французским.

### Китайский
После раскола с ОВД Албания сблизилась с Китаем: значительная часть албанцев училась в Китае и изучала китайский язык. После распада ОВД албанцы продолжали ездить в Китай получать высшее образование и изучать китайский.